# Cryptocarya massoy
Cryptocarya massoy là loài thực vật có hoa trong họ Nguyệt quế. Loài này được (Oken) Kosterm. miêu tả khoa học đầu tiên năm 1955.